# Lasiosomus enervis
Lasiosomus enervis ist eine Wanze aus der Familie der Rhyparochromidae (im Tribus Stygnocorini).

## Merkmale
Die Wanzen werden 3,6 bis 4,2 Millimeter lang. Sie haben große Ähnlichkeit mit Stygnocoris sabulosus, welche ähnlich gefärbt ist und auch blass behaart ist. Unterschieden werden kann Lasiosomus enervis dadurch, dass die vordere Hälfte des Pronotums unpunktiert ist und die beiden Reihen von Punkten auf dem Corium der Hemielytren größere Zwischenräume zwischen den Punkten haben. Die Imagines sind voll geflügelt (makropter).

## Verbreitung und Lebensraum
Die Art ist vom nördlichen Mittelmeerraum bis in den Süden Skandinaviens sowie über Südosteuropa bis in den Kaukasus verbreitet. Sie ist in Deutschland im nördlichen Tiefland nur lokal verbreitet und kommt im Bereich der Mittelgebirge verbreitet, aber nicht häufig und nie in größerer Individuenzahl vor. In Österreich ist sie vor allem in den Alpen verbreitet, aber ebenfalls selten. In Großbritannien kommt sie ebenfalls nur selten und vereinzelt vor. Besiedelt werden feuchte bis trockene, offene bis halbschattige Bereiche, bevorzugt aber kalkige Böden, häufig an Rändern oder Lichtungen von Buchenwäldern.

## Lebensweise
Die Lebensweise der Tiere ist unzureichend erforscht. Sie leben am Boden in der Bodenstreu oder Krautschicht und saugen vermutlich polyphag an Samen. Die Paarung erfolgt im Mai und Juni. Imagines findet man das ganze Jahr über; sie überwintern.

## Belege